# 一色政煕
一色 政煕（いっしき まさひろ）は、室町時代の武将。

## 概要
犬懸上杉家の上杉教朝の子・七郎は応永23年（1416年）に祖父・上杉禅秀の反乱（上杉禅秀の乱）によって京都に逃れていたが、足利義政によって一色義直もしくは一色持範の形式的な養子となり一色姓を名乗ることとなった（入名字）。
長禄4年（1460年）には幕府の命令によって越前国野田本郷代官職及び同郷内元興寺領代官職を知行することとなっており、4月2日には足利義政の御教書が発給されている。